# Lilaakác
A lilaakác (Wisteria sinensis) a pillangósvirágúak családjába tartozó fás szárú, lombhullató kúszónövény a Wisteria nemzetségből.
Egyéb magyar nevei: kínai lilaakác, kúszóakác vagy kékakác.
Kínában honos, főként a Kuanghszi-Csuang Autonóm Terület, Guizhou, Hebei, Henan, Hubei, Shaanxi és Yunnan tartományokban. Bár indás kúszónövény, kialakítható belőle fa-jellegű alak, általában csavarodó törzzsel és ellapuló felső résszel.

## Leírás
A lilaakác balról jobbra csavarodó hajtásaival 8-10 méter magasra is felkúszó, erőteljes kúszócserje, páratlanul szárnyalt levelekkel. Gyors növekedésű, évenként akár 1-3 métert is nőhet.
Kékeslila, gyengén illatos virágai áprilistól június elejéig, 20–30 cm hosszú, lecsüngő fürtökben nyílnak. Termése 12–15 cm hosszú, szőrös hüvely. Kisebb szárazságot még elviselő, meleg, napos fekvést kedvelő mezofiton. Fiatal korban ajánlatos vesszőit télire a föld felszínén betakarni, mert kissé fagyérzékeny, később azonban jól tűri a klímánkat.

## Felhasználás
Kínából Európába és Észak-Amerikába 1816-ban jutott el, és az egyik legnépszerűbb kerti kúszónövény lett dús, illatos virágzata miatt. Néhány területen azonban (például az Amerikai Egyesült Államok keleti részein), ahol a talajviszonyok hasonlóak a kínai környezetéhez, és így a növénynek kedvezőek, túlságosan is elterjedt.

## Galéria

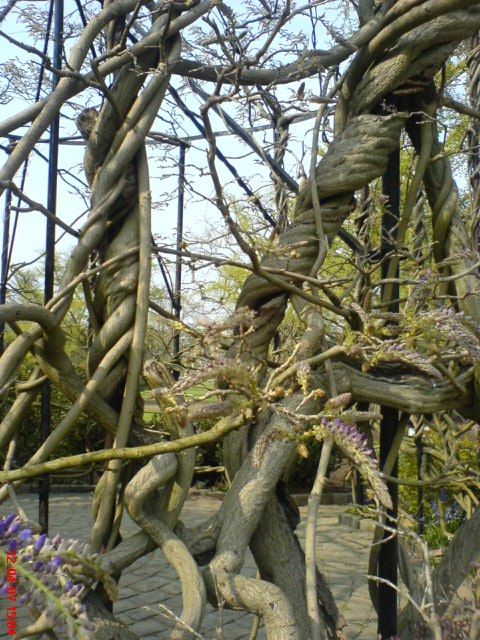
Összefonódó lilaakácindák
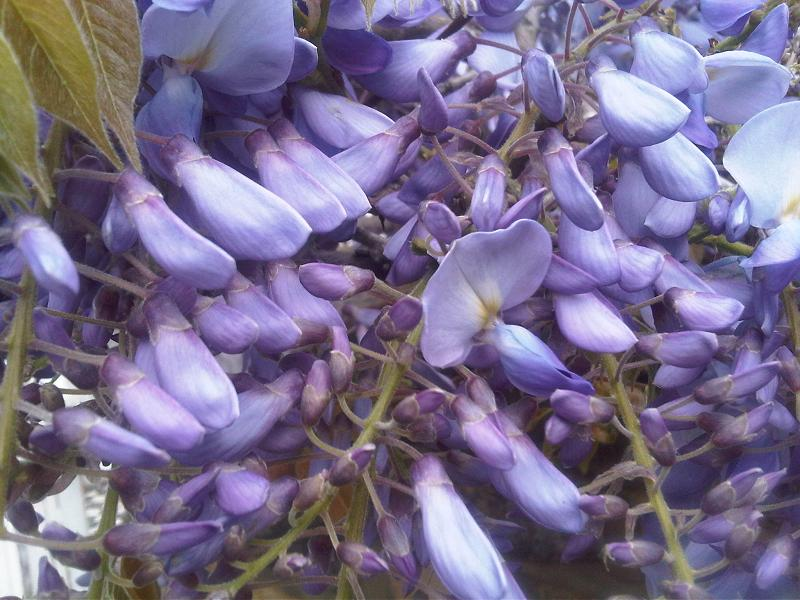
Lilaakác virágok
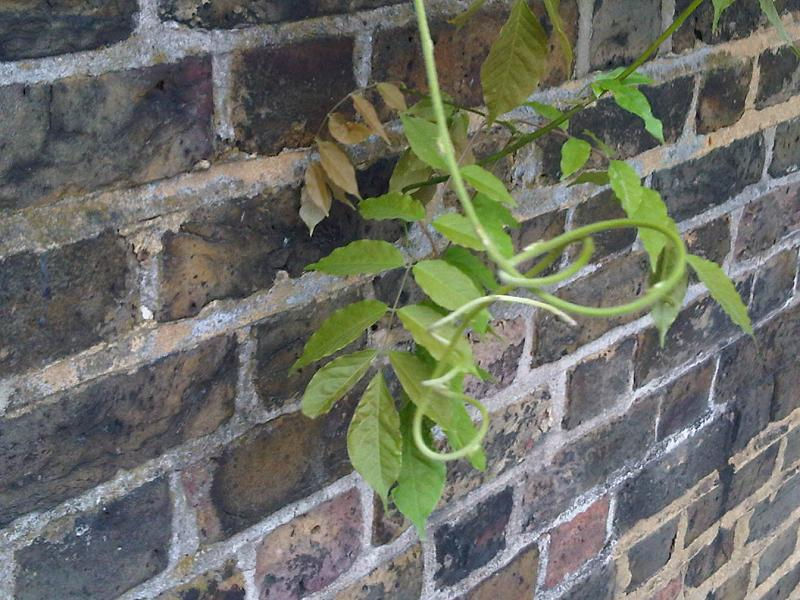
Fiatal hajtás

## Fordítás
- Ez a szócikk részben vagy egészben  a   Wisteria sinensis című angol Wikipédia-szócikk fordításán alapul.  Az eredeti cikk szerkesztőit annak laptörténete sorolja fel. Ez a jelzés csupán a megfogalmazás eredetét és a szerzői jogokat jelzi, nem szolgál a cikkben szereplő információk forrásmegjelöléseként.